# Клетня (Житомирская область)
Клетня (укр. Клітня) — село на Украине, находится в Малинском районе Житомирской области.
Код КОАТУУ — 1823481202. Население по переписи 2001 года составляет 93 человека. Почтовый индекс — 11600. Телефонный код — 4133. Занимает площадь 0,437 км².

## Адрес местного совета
11600, Житомирская область, Малинский р-н, с. Будо-Воробьи